# 6675 Sisley
A 6675 Sisley (ideiglenes jelöléssel 1493 T-2) a Naprendszer kisbolygóövében található aszteroida. Cornelis Johannes van Houten,  Ingrid van Houten-Groeneveld és Tom Gehrels fedezte fel 1973. szeptember 29-én.